# 課金
課金（かきん）とは、料金を課することである。

## 概要
価値あるものの対価を求める際に課金という言葉を用いる場合、現代では、無形のもの特にデータやサービスなどをネット配信など通信により販売する際の、対価回収手段のことを指す。インターネットさらにパソコンの普及以前は、メインフレームに代表される高価であった情報処理システムそのものの利用に課せられることが多かったが、その対象は時代とともに変化してきている。

## 課金制度の種類
従量制
利用量や利用時間に応じて料金が決まる課金制度。多くの場合、電気料金・水道料金・ガス料金・電話料金・一部のインターネット接続サービスなどの各月の支払額は、一定額の基本料金と従量制料金の合計額となる。基本料金がない従量制料金制度を特に完全従量制とも呼ぶ。
定額従量制
従量制と定額制の中間にあたる課金制度。決められた量・時間内の利用であれば料金が一定であるが、利用量・利用時間が決められた値を超過した場合、その超過分の料金は従量制となる。携帯電話の通話料など。
従量課金上限制
キャップ制とも呼ばれる。定額従量制とは逆に、利用量・利用時間が決められた値に満たない場合は従量制を適用し、それを超過した場合は定額制を適用する課金制度。携帯電話のパケット定額制など。
逓減課金方式
利用量・利用時間が増えるに従って、単位あたりの料金が減る方式。
逓増課金方式
利用量・利用時間が増えるに従って、単位あたりの料金が増える方式。
定額制
固定制とも呼ばれる。利用量・利用時間に拘らず料金が一定である課金制度。インターネット接続サービスなど。
コンテンツ課金
画像や音楽など、一つひとつのコンテンツを利用する際にその都度料金を課す方式。利用者は自分の利用したいコンテンツにだけ料金を支払えばよい反面、利用の仕方によっては金額が青天井に増えてしまう問題もある。オンライン音楽配信サービスなど。